# Clubiona mixta
Clubiona mixta là một loài nhện trong họ Clubionidae.
Loài này thuộc chi Clubiona. Clubiona mixta được James Henry Emerton miêu tả năm 1890.